# Džjang Bo
Džiang Bo (kitajsko: 姜波; pinjin: Jiang Bo), kitajska atletinja, * 13. marec 1977, Vafangdjan, Liaoning, Ljudska republika Kitajska.
Ni nastopila na poletnih olimpijskih igrah. 23. oktobra 1997 je postavila svetovni rekord v teku na 5000 m s časom 14:28,09, ki je veljal skoraj sedem let.